# Ploiești
Ploiești (AFI: /plo'jeʃtʲ/, rumano alternativo: Ploești) es una ciudad con estatus de municipiu en el distrito de Prahova, en Valaquia, Rumania. Tiene una población de 232.527 habitantes y 89,20 km² de superficie. Ploiești se encuentra 56 km al norte de Bucarest. Limita al norte con la comuna de Blejoi, al sur con las comunas de Bărcănești y Brazi, al oeste con la comuna de Târgușoru Vechi y al este con la comuna de Bucov.
Ploiești recibe el sobrenombre de "capital del oro negro", por ser el antiguo centro de la industria petrolera del país, con cuatro refinerías y otras industrias relacionadas con el petróleo.

## Historia
La ciudad fue fundada en 1596, durante el reinado de Mihai Viteazul (Miguel el Valiente). Rápidamente la ciudad floreció como un centro para el comercio y la artesanía en el siglo XVII  y siglo XVIII. La carretera que conecta a Ploieşti con Braşov fue inaugurada en 1864 y el ferrocarril llegó a esta ciudad en 1882. Muchas escuelas y hospitales fueron construidas alrededor de este tiempo. A mediados del siglo XIX, la región de Ploieşti fue una de las líderes mundiales en extracción de petróleo y por la variedad de refinerías. La ciudad es recordada como el lugar donde se fundó la República de Ploieşti el 8 de agosto de 1870, donde los rumanos luchaban contra la monarquía.

### Segunda Guerra Mundial

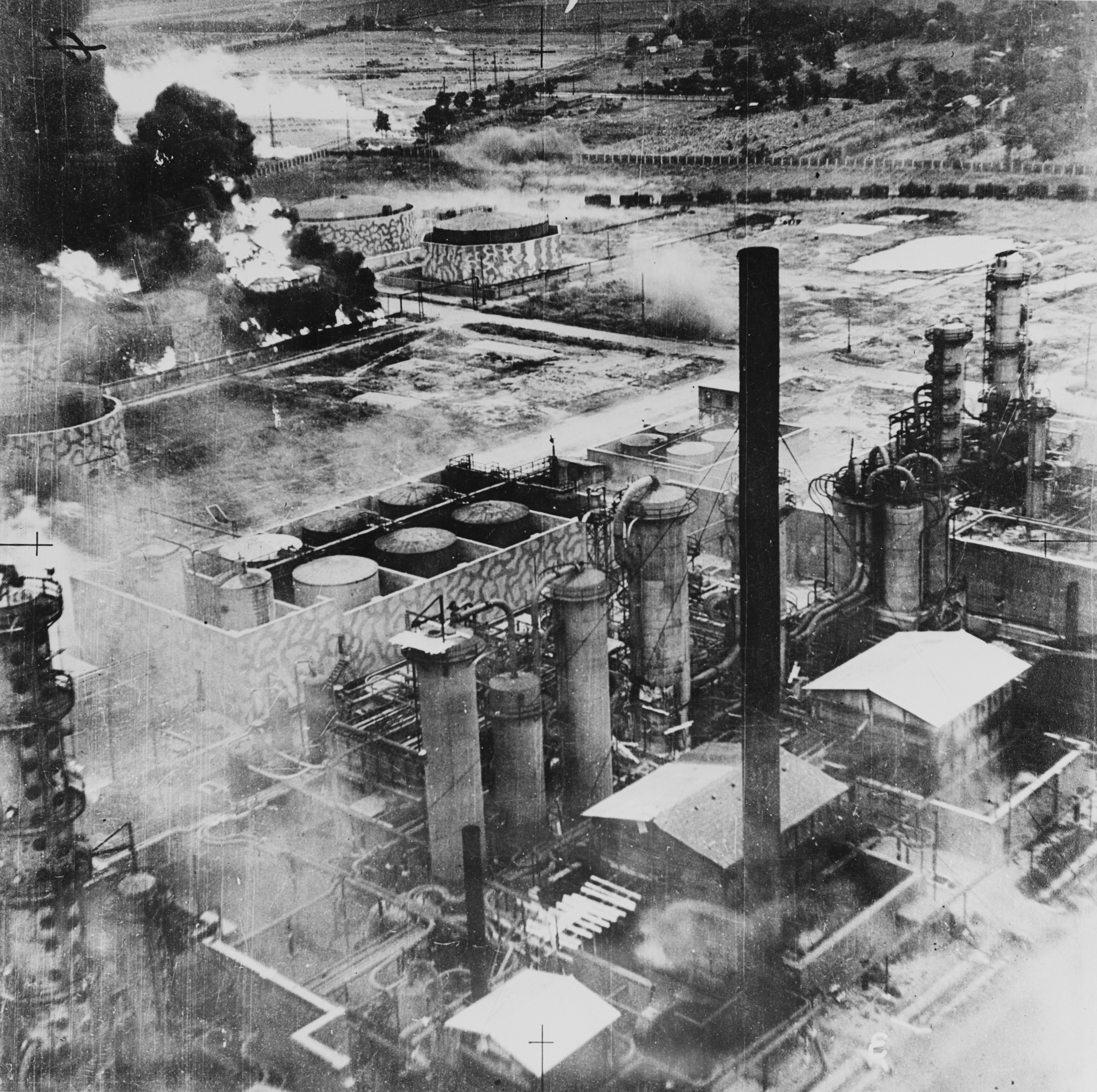
La refinería Columbia Aquila en llamas tras los ataques de los bombarderos B-24 Liberator.

Aunque quedó gravemente dañada tras el terremoto de noviembre de 1940, la ciudad fue una importante fuente de petróleo para la Alemania nazi. Objetivo de la campaña del petróleo de la Segunda Guerra Mundial, Ploieşti fue atacado en repetidas ocasiones durante la Operación  Halpro y la Operación Tidal Wave.
Entre el 1 de agosto de 1943 y el verano de 1944, Ploieşti fue víctima de los bombardeos aéreos de las fuerzas anglo-estadounidense (Operación Tidal Wave), que causaron graves daños en la ciudad, destruyendo viviendas, fábricas, monumentos arquitectónicos y refinerías de petróleo. Ploieşti fue capturada por las tropas soviéticas en agosto de 1944.
Después de la guerra, el nuevo régimen comunista nacionalizó la industria del petróleo, que había sido de propiedad privada, e hizo grandes inversiones en esta industria en un intento de modernizar el país y reparar los daños causados por la guerra.

## Geografía
El municipio de Ploieşti está ubicado en el centro de la provincia histórica de Muntenia, en la parte nor-central de la llanura rumana. Ploieşti, es una de las ciudades más importantes del país y se encuentra a una corta distancia de la capital.

### Distancias entre Ploieşti y otras ciudades
| Ciudad     | Dirección | Distancia      | Distancia     | Distancia       |
| Ciudad     | Dirección | En línea recta | Por carretera | Por Ferrocarril |
| ---------- | --------- | -------------- | ------------- | --------------- |
| Bucarest   | S         | 56 km          | 60 km         | 59 km           |
| Brăila     | E         | 155 km         | 170 km        | 176 km          |
| Pitești    | O         | 91 km          | 111 km        | 149 km          |
| Brașov     | NO        | 86 km          | 114 km        | 110 km          |
| Târgoviște | O         | 46 km          | 51 km         | 52 km           |
| Buzău      | EN        | 66 km          | 71 km         | 69 km           |
| Urziceni   | SE        | 55 km          | 60 km         | 55 km           |

### Clima
El clima de Ploiești es muy similar al de la cercana capital nacional, Bucarest. Según la clasificación climática de Köppen, la ciudad se encuadra dentro del clima húmedo continental (Dfa) con veranos calurosos.
| Parámetros climáticos promedio de Ploieşti | Parámetros climáticos promedio de Ploieşti | Parámetros climáticos promedio de Ploieşti | Parámetros climáticos promedio de Ploieşti | Parámetros climáticos promedio de Ploieşti | Parámetros climáticos promedio de Ploieşti | Parámetros climáticos promedio de Ploieşti | Parámetros climáticos promedio de Ploieşti | Parámetros climáticos promedio de Ploieşti | Parámetros climáticos promedio de Ploieşti | Parámetros climáticos promedio de Ploieşti | Parámetros climáticos promedio de Ploieşti | Parámetros climáticos promedio de Ploieşti | Parámetros climáticos promedio de Ploieşti |
| Mes                                        | Ene.                                       | Feb.                                       | Mar.                                       | Abr.                                       | May.                                       | Jun.                                       | Jul.                                       | Ago.                                       | Sep.                                       | Oct.                                       | Nov.                                       | Dic.                                       | Anual                                      |
| ------------------------------------------ | ------------------------------------------ | ------------------------------------------ | ------------------------------------------ | ------------------------------------------ | ------------------------------------------ | ------------------------------------------ | ------------------------------------------ | ------------------------------------------ | ------------------------------------------ | ------------------------------------------ | ------------------------------------------ | ------------------------------------------ | ------------------------------------------ |
| Temp. máx. media (°C)                      | 1                                          | 4                                          | 10                                         | 18                                         | 23                                         | 27                                         | 28                                         | 28                                         | 24                                         | 18                                         | 10                                         | 3                                          | 16.2                                       |
| Temp. mín. media (°C)                      | -6                                         | -3                                         | 0                                          | 6                                          | 10                                         | 14                                         | 16                                         | 15                                         | 11                                         | 6                                          | 1                                          | -3                                         | 5.6                                        |
| Precipitación total (mm)                   | 40.6                                       | 35.6                                       | 38.1                                       | 45.7                                       | 71.1                                       | 76.2                                       | 63.5                                       | 58.4                                       | 43.2                                       | 33                                         | 48.3                                       | 43.2                                       | 596.9                                      |
| Fuente: Weather Channel                    |                                            |                                            |                                            |                                            |                                            |                                            |                                            |                                            |                                            |                                            |                                            |                                            |                                            |

## Demografía
La población de Ploieşti pasó de 56.460 habitantes, según lo indicado por el censo de diciembre de 1912, hasta 252.715 en enero de 1992. A finales del año 2001, la población se redujo ligeramente a 248.399. Desde la caída del comunismo, la población de la ciudad siguió lentamente decayendo debido a la emigración y a la disminución de la natalidad.
Las principales confesiones religiosas de la población de Ploieşti son:
- Iglesia ortodoxa: 225.835
- Iglesia Católica Evangélica: 1087
- Iglesia católica: 1038
- Adventista: 1111
- Iglesia Pentecostal: 865
- Iglesias bautistas: 400
- Iglesia greco católica rumana: 357
- Iglesias Reformadas: 85
- Islam: 192
- Ateísmo: 238
- Otras religiones: 962
- Sin religión, no declarada: 355

Según la última información del Instituto Nacional de Estadística de Rumania, la ciudad tenía el 1 de enero del 2009 una población de 229.285 habitantes.

## Economía

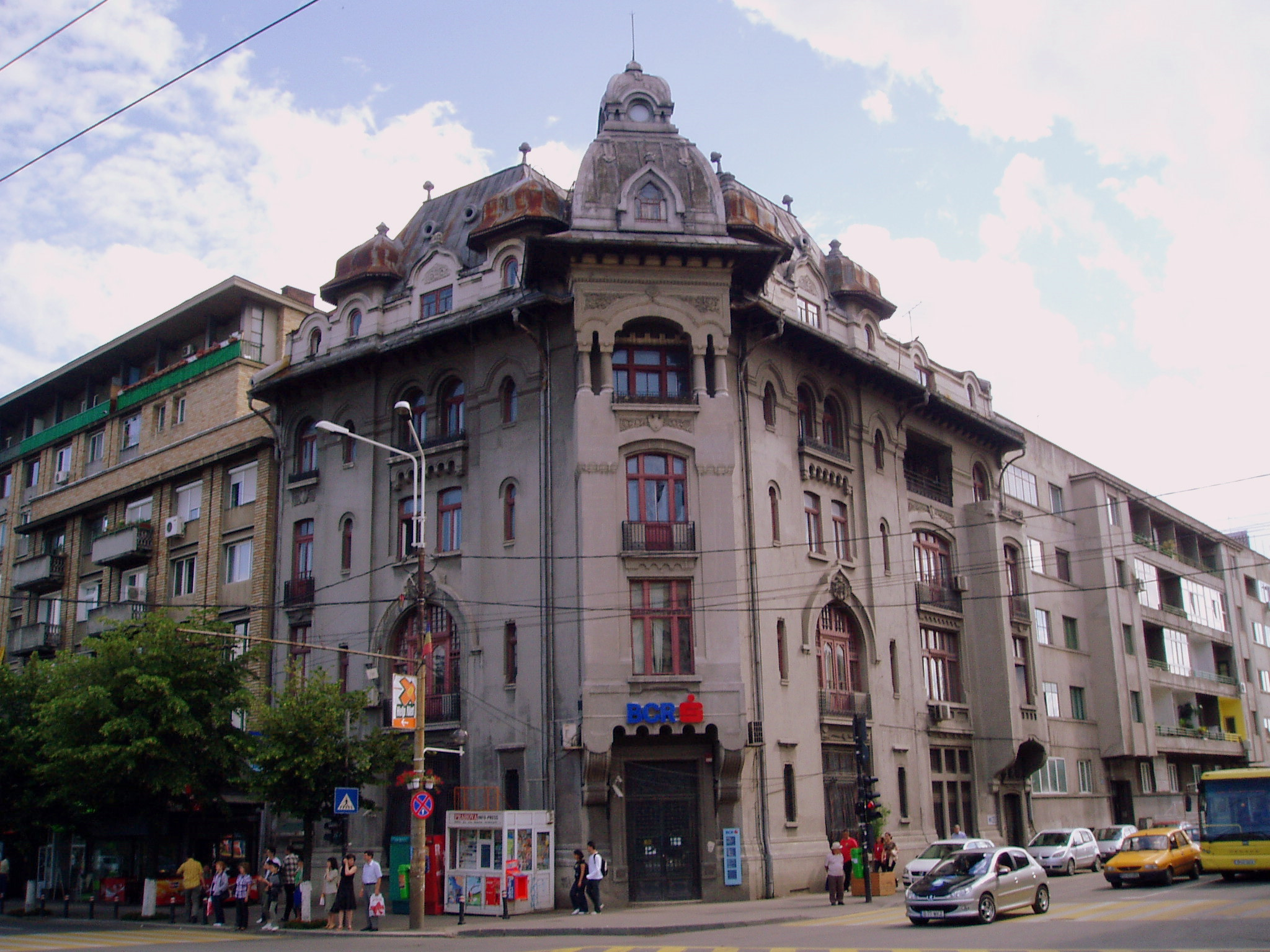
Edificio de la Banca Comercială Română en Ploieşti.

Después de la revolución rumana de 1989, Ploieşti ha experimentado un rápido crecimiento económico debido a las importantes inversiones de empresas extranjeras. La ciudad está situada a a 60 km al norte de Bucarest, con una infraestructura prometedora y muchos proyectos de desarrollo actualmente en curso. Ploieşti es un centro industrial, centrado especialmente en la producción de petróleo y la industria de refinación. Aunque la producción de petróleo en la región está disminuyendo de manera constante, todavía existe una floreciente industria de la transformación a través de cuatro refinerías de petróleo que operan, unidas por tuberías a Bucarest, el puerto del Mar Negro de Constanţa y el puerto del Danubio de Giurgiu. Ploieşti es también un centro de fabricación de textiles. Ploieşti concentra una gran cantidad de inversiones extranjeras: OMV-Petrom, Lukoil, Shell Gas, Timken, Yazaki, Coca Cola, Efes Pilsen, British American Tobacco, Interbrew. Y otras inversiones menores como: Carrefour, Makro, Selgros, Kaufland, Billa, Bricostore, Praktiker, Intermarché, Profi, Mega Imagen; es un mercado en continuo crecimiento. En Ploiesti también se pueden encontrar dos restaurantes McDonald's, y solo un restaurante de KFC, inaugurado en 2006. El minorista alemán Tengelmann espera contar con unas 30 tiendas este año y se ha fijado un objetivo de 120 tiendas en el 2010, invirtiendo 200 millones de euros. Para facilitar su crecimiento, Tengelmann ha construido un depósito en Ploieşti. Con su filial Interex, el minorista independiente francés Intermarché tiene la intención de convertirse en un líder de distribución en los Balcanes. En Rumania, Interex abrió su primera tienda en junio de 2002 en la ciudad de Ploieşti.
Unilever tiene una planta de detergentes en Ploieşti. Al transferir su producción de alimentos para Ploieşti, la empresa concentra su actividad total en Rumanía en la misma ubicación. A principios de marzo de 2006, Unilever anunció que invertirá 3 millones de euros para construir un centro de producción en Rumania, y la construcción de la planta de alimentos es parte de este plan.

## Transporte
Ploieşti está situado en la futura carretera Bucarest-Brasov, el camino principal hacia el norte y oeste de las provincias y la Unión Europea Occidental. El Aeropuerto Internacional de Bucarest-Henri Coandă está a solo a 45 km de distancia y a las estaciones de esquí del Valle de Prahova se puede llegar en una hora en auto. La falta de autopistas y vías de comunicación bien construidas en Rumania hace que el transporte sea un deficitario, pero la situación va cambiando.

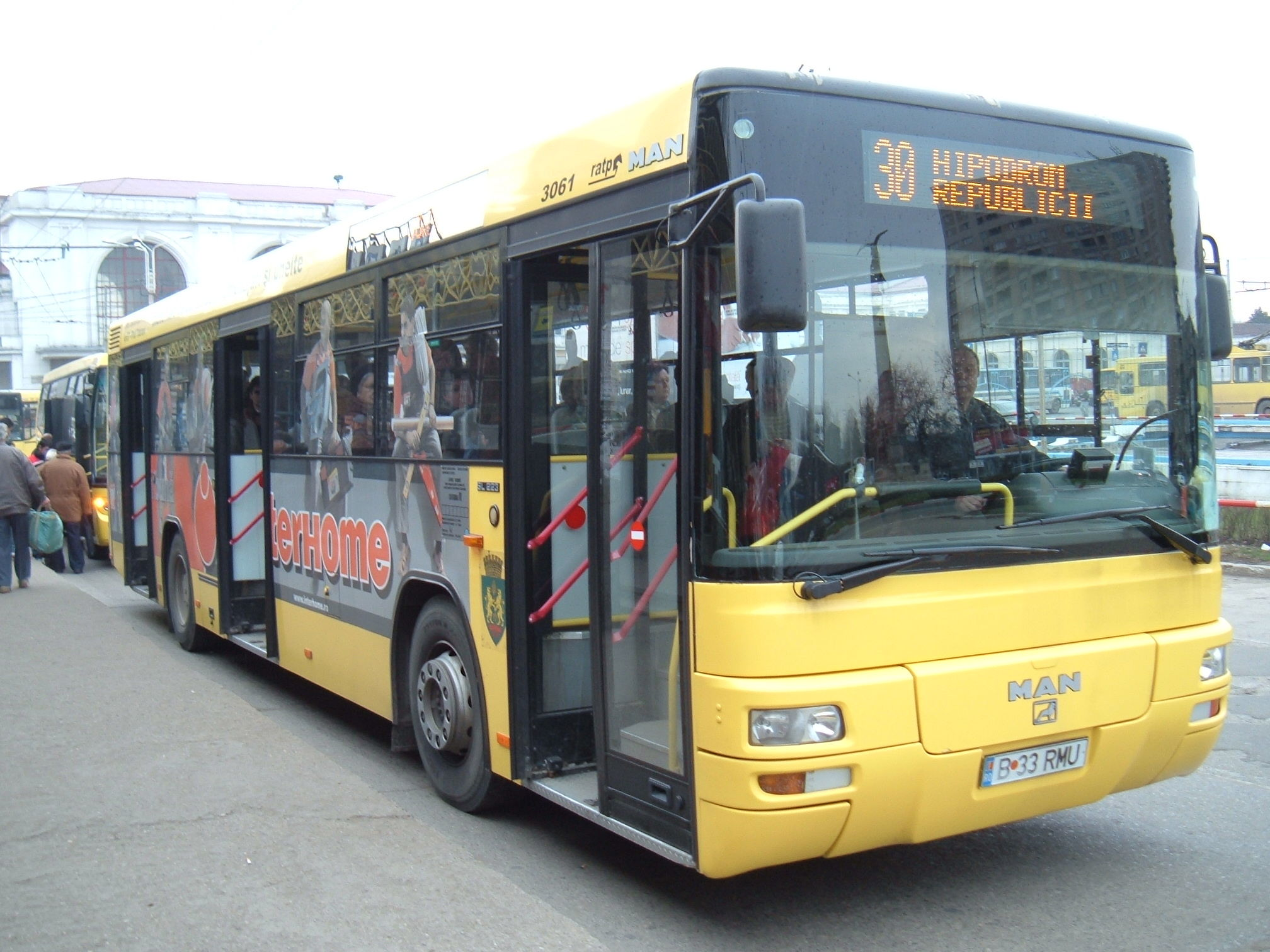
Autobús Amarillo de la ciudad.

Ploieşti es el centro de la segunda línea férrea en el país después de Bucarest, que une Bucarest con Transilvania y Moldavia. El sistema de transporte público de la ciudad está dirigido por Regia Autonomă de Transport Ploieşti (RATP), e incluye una extensa red de autobúses, trolebuses y tranvías. La flota de autobuses amarillos en Ploieşti es una de los más modernas en el sureste de Europa, ofrece conexiones a todas las áreas dentro de la ciudad, con un promedio diario de 150.000 pasajeros. Los caminos municipales comprenden más de 800 calles con una longitud total de 324 km. El parque de vehículos comprende 216 autobuses, 32 tranvías y 10 trolebuses que transportan a unos 70 millones de pasajeros al año. Hay 33 líneas de autobuses con una longitud total de 415,46 kilómetros, dos líneas de tranvía-bus con una longitud total de 19,9 kilómetros y dos líneas de tranvía con una longitud total de 23,8 km.

## Cultura y Educación

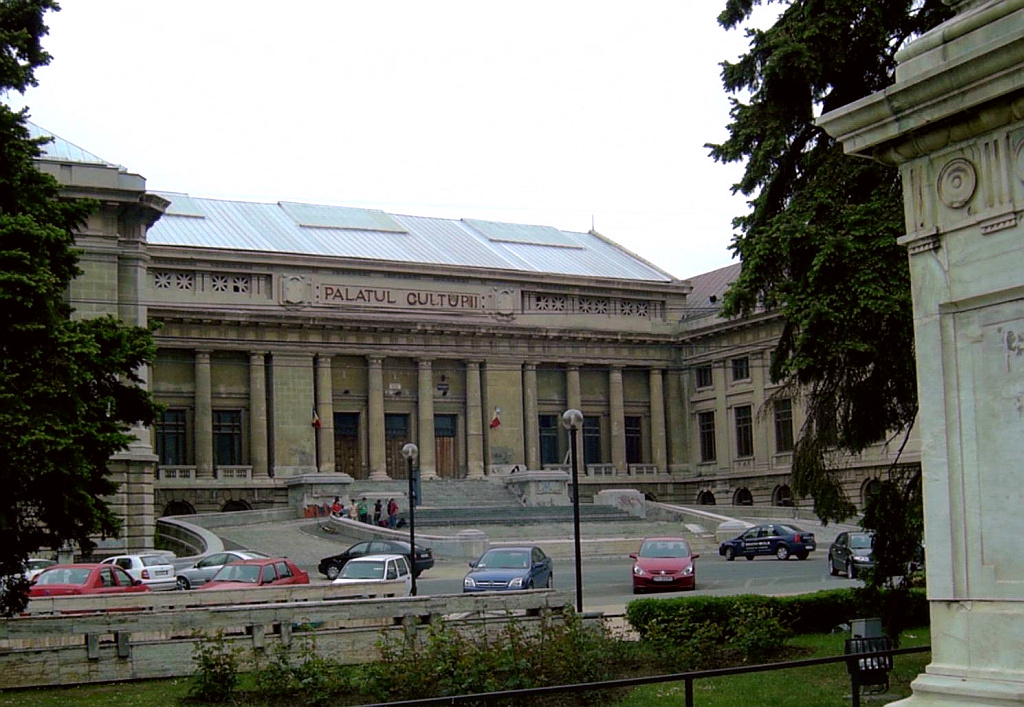
Palacio de la Cultura.

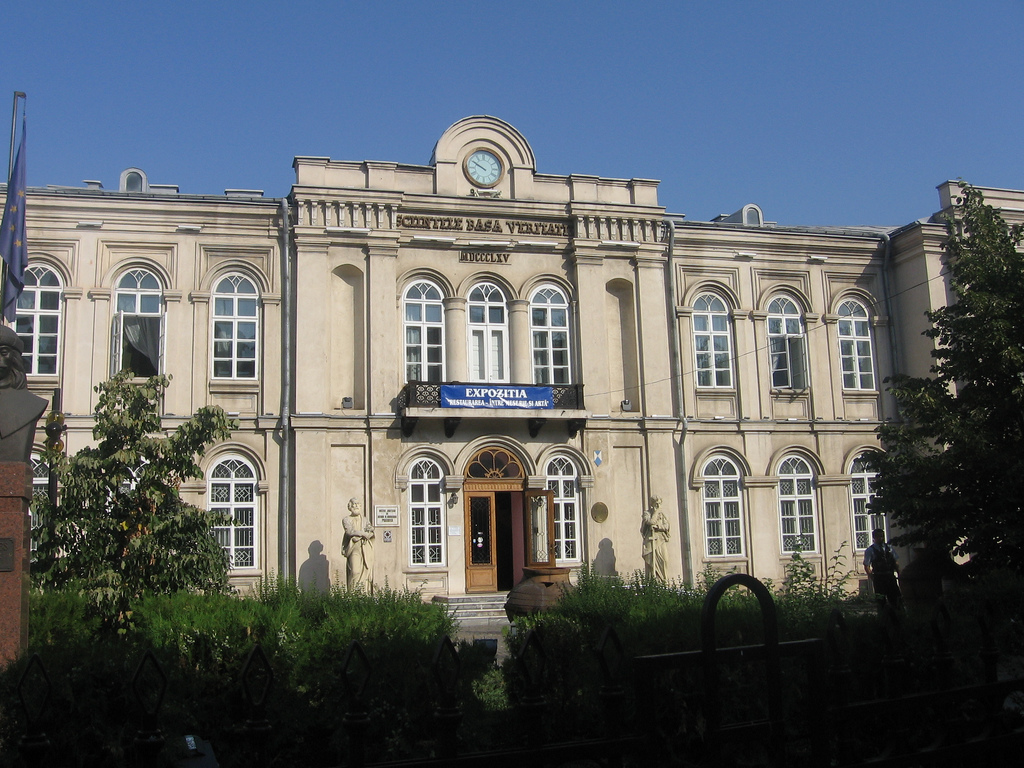
Museo de Historia.

Ploieşti es la sede de la Universidad del Petróleo y Gas, de la Orquesta Filarmónica, una de las mejores de Rumanía, y del equipo de fútbol FC Petrolul Ploieşti.
Hay muchos monumentos culturales y arquitectónicos, entre ellos el Palacio de la Cultura; el Museo del Reloj, con una colección de relojes seleccionada por Nicolae Simache; el Museo de petróleo; el Museo de Arte de Ploieşti, donado por la familia Quintus; y el Museo Prodan Hagi, que data de 1785. Este último fue propiedad de un comerciante llamado Ivan Hagi Prodan, contiene elementos de la antigua arquitectura rumana y durante un corto periodo de tiempo después de la I Guerra Mundial acogió el primer museo de Ploieşti, el "Museo de Prahova".

### Museos
- Museo Nacional de Petróleo (Muzeul Naţional al Petrolului).
- Museo de Arte (Muzeul de Artă).
- Museo de Historia (Muzeul de Istorie).
- Museo del Reloj (Muzeul Ceasului).
- Museo de Biología (Muzeul de Biologie).
- Casa Memorial "Ion Luca Caragiale" '(Casa memorială "Ion Luca Caragiale”).

### Iglesias
- Catedral Sfântul Ioan Botezătorul
- Iglesia "Sfântul Ilie"
- Iglesia Domnească
- Iglesia Sfânta Vineri
- Iglesia Maica Precistă
- Iglesia Sfinţii Voievozi
- Iglesia Sfinţii Împăraţi
- Iglesia Sfântul Gheorghe - Vechi
- Iglesia Sfântul Ioan
- Iglesia Sfântul Nicolae - Vechi
- Iglesia Sfântul Gheorghe - Nou
- Iglesia Sfântul Pantelimon
- Iglesia Buna-Vestire
- Iglesia Sfântul Vasile
- Parroquia Sfinţii Trei Ierarhi
- Parroquia Strejnicu

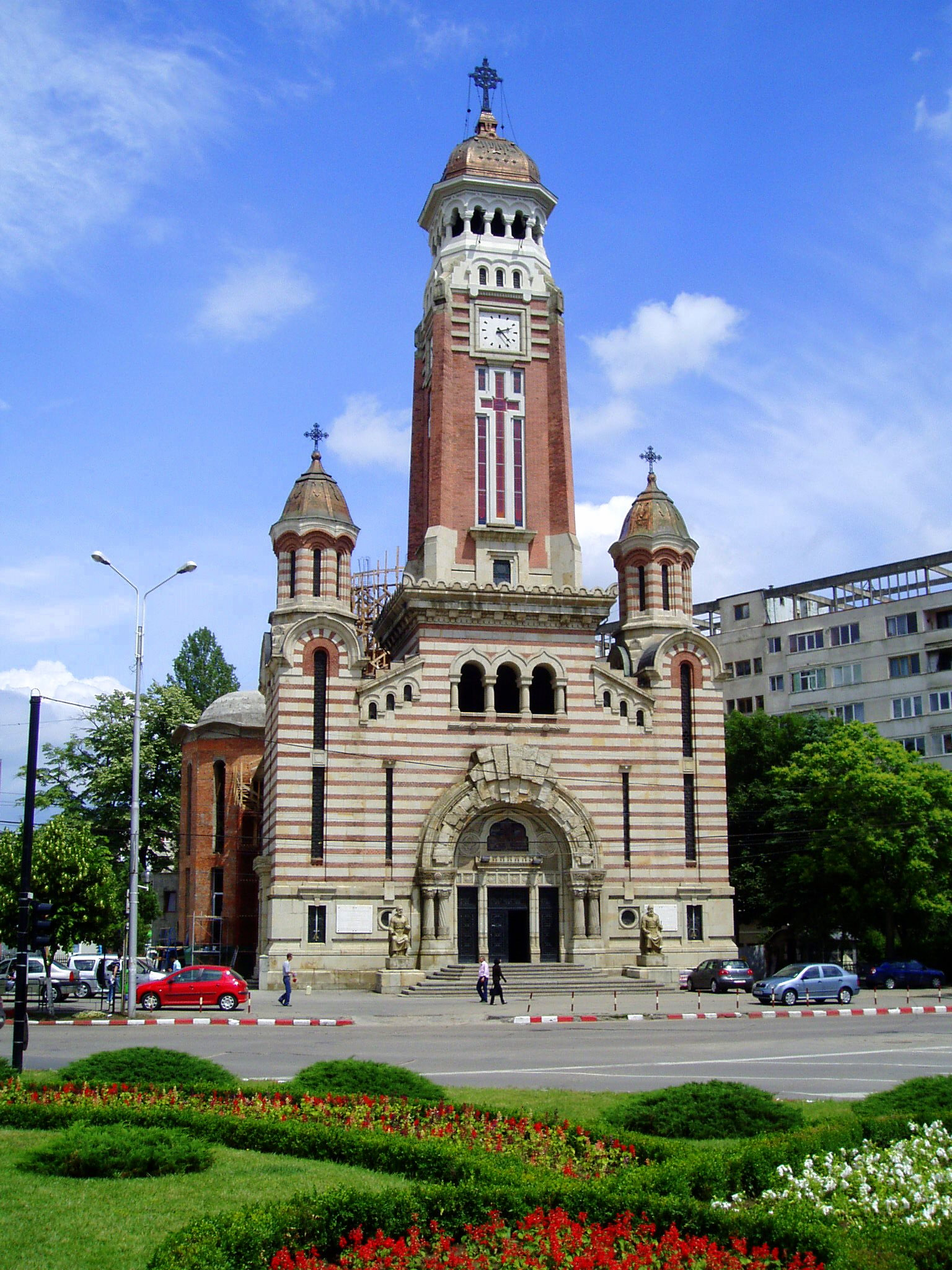
Catedral Sfântul Ioan Botezătorul (San Juan Baptista).

- Catedral Eroilor Tineri Înălţarea Domnului

### Edificios
- Halele Centrale
- Palatul politico-administrativ (Casa Albă)
- Palatul Culturii
- Casa de Cultură a Sindicatelor

### Estatuas
- Estatua de la Libertad (Statuia Libertăţii)
- Monumento Vânătorilor
- Estatua de Miguel el Valiente (Statuia lui Mihai Viteazul)
- Estatua de Constantin Dobrogeanu-Gherea (Statuia lui Constantin Dobrogeanu-Gherea)
- Busto de Radu Stanian (Bustul lui Radu Stanian)
- Busto de Ion Luca Caragiale (Bustul lui Ion Luca Caragiale)
- Busto de Nichita Stănescu (Bustul lui Nichita Stănescu)
- Busto de Mihai Eminescu (Bustul lui Mihai Eminescu)

## Nativos
- Deportes: Octavian Belu, Tamara Costache, Adrian Diaconu, Leonard Doroftei, Florina Herea, Corina Ungureanu, Nicoleta Onel, Alina Alexandra Dumitru.
- Arte: Paul Constantinescu, Maria Dinulescu.
- Arquitectura: Toma N. Socolescu (1848-1897), Ion N. Socolescu (1856-1924), T. Toma Socolescu (1883-1960).
- Política: Mircea Coşea, Alexandru-Dobrogeanu Gherea, Take Ionescu, Stefan Gheorghiu (sindicalista), Corneliu Mănescu, Remus Opriş.
- Académicos: Liviu Librescu, Nicolás Simache.
- Literatura: Ion Luca Caragiale, Nichita Stănescu.
- Periodismo: Cristian Parvulescu.
- Ciencia: Ion N. Petrovici.

## Ciudades hermanadas
- Berat
- Dnipró
- Harbin
- Hînceşti
- Léucade
- Maracaibo
- Oral
- Osijek
- Radom[2]
- Tulsa